# Афера доктора Нока
«Афера доктора Нока» (фр. Knock) — французький комедійний фільм 2017 року, поставлений режисеркою Лоррен Леві за п'єсою Жуля Ромена «Нок, або Торжество медицини» (1923).

## Сюжет
Франція, 50-ті роки XX століття, містечко Сен-Моріс. Колишній кишеньковий злодій і невиправний авантюрист Нок (Омар Сі) вирішує осісти в маленькому гірському селі Сен-Моріс і збити статки в ролі сімейного лікаря. Нок, який володіє майстерністю переконання і божевільною фантазією, без зусиль знаходить для кожного і відповідний діагноз, і спосіб лікування. Завдяки надзвичайній харизмі, новий лікар вселяє довіру та швидко набуває популярності. Але загальна любов провокує заздрість деяких жителів, у тому числі й тих, хто може дещо розповісти про неоднозначне минуле Нока.

## У ролях
| • Омар Сі         | … | лікар Нок          |
| • Ана Жирардо     | … | Адель              |
| • Алекс Лутц      | … | сільський священик |
| • Елен Венсан     | … | вдова Пон          |
| • Одрі Дана       | … | мадам Муске        |
| • Андреа Ферреоль | … | мадам Ремі         |
| • Сабіна Азема    | … | Ла Кук             |
| • Руфус           | … | старий Жуль        |
| • Паскаль Елбе    | … | Ланскі             |
| • Мішель Вюйєрмоз | … | мосьє Муске        |

## Знімальна група
- Автор сценарію — Ізабель Делакруа-Дюкуссе за п'єсою Жуля Ромена «Нок, або Торжество медицини» (1923)
- Режисер-постановник — Лоррейн Леві
- Продюсер — Олів'є Дельбоск, Марк Міссоньє
- Виконавчий продюсер — Крістін Де Жекель
- Асоційовані продюсери — Емільєн Біньйон, Жак-Анрі Бронкар, Олів'є Бронкар, Філіпп Ложі
- Оператор — Еммануель Соєр
- Композитор — Сирілль Офорт
- Монтаж — Сільві Гадмер
- Художник-постановник — Франсуаза Дюпертью
- Художник по костюмах — П'єр-Жан Ларрок
- Підбір акторів — Мішель Лягенс